# Bernhard Hermkes

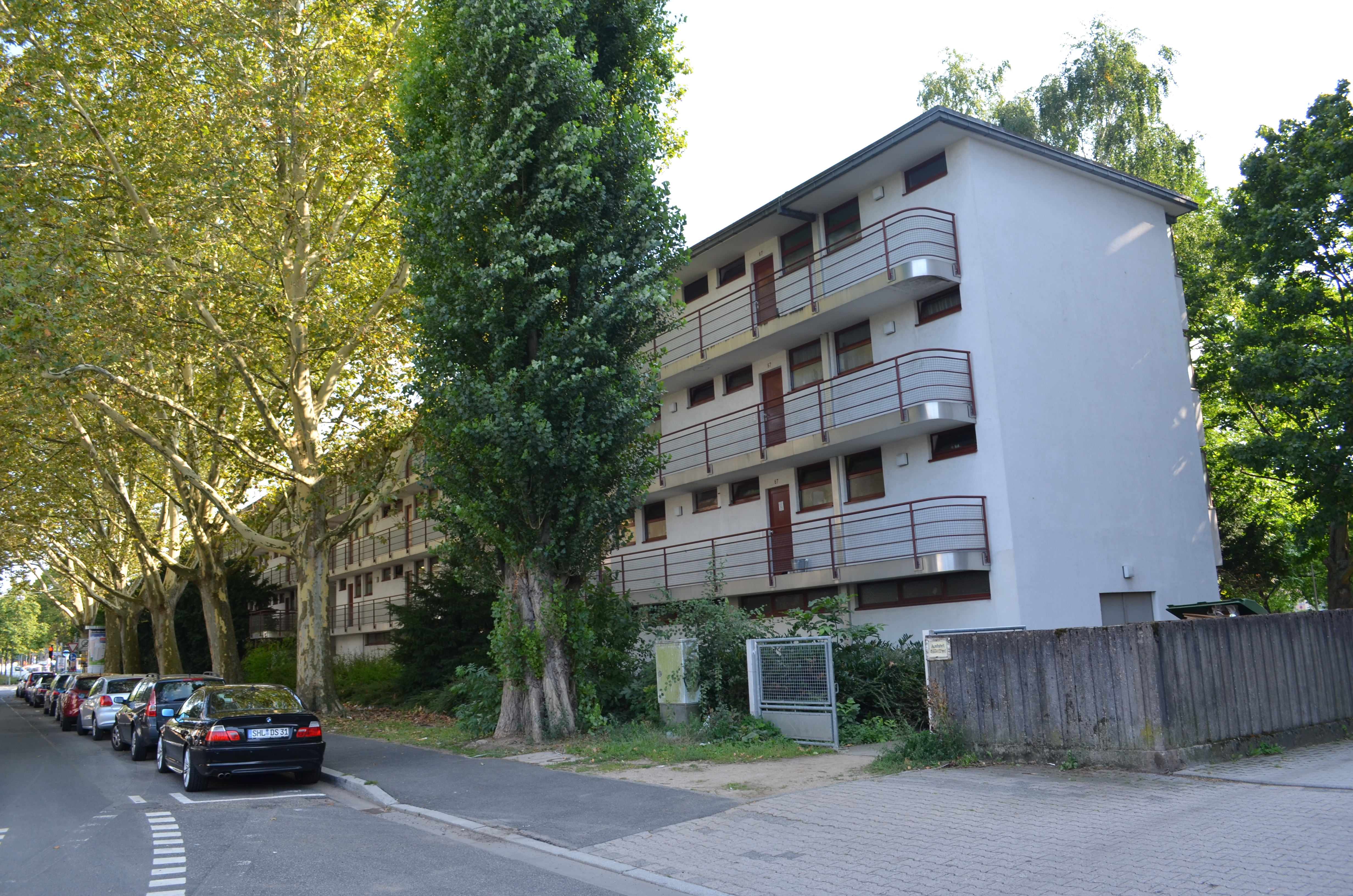
Das von Hermkes geplante Ledigenheim in der Platenstraße in Frankfurt am Main

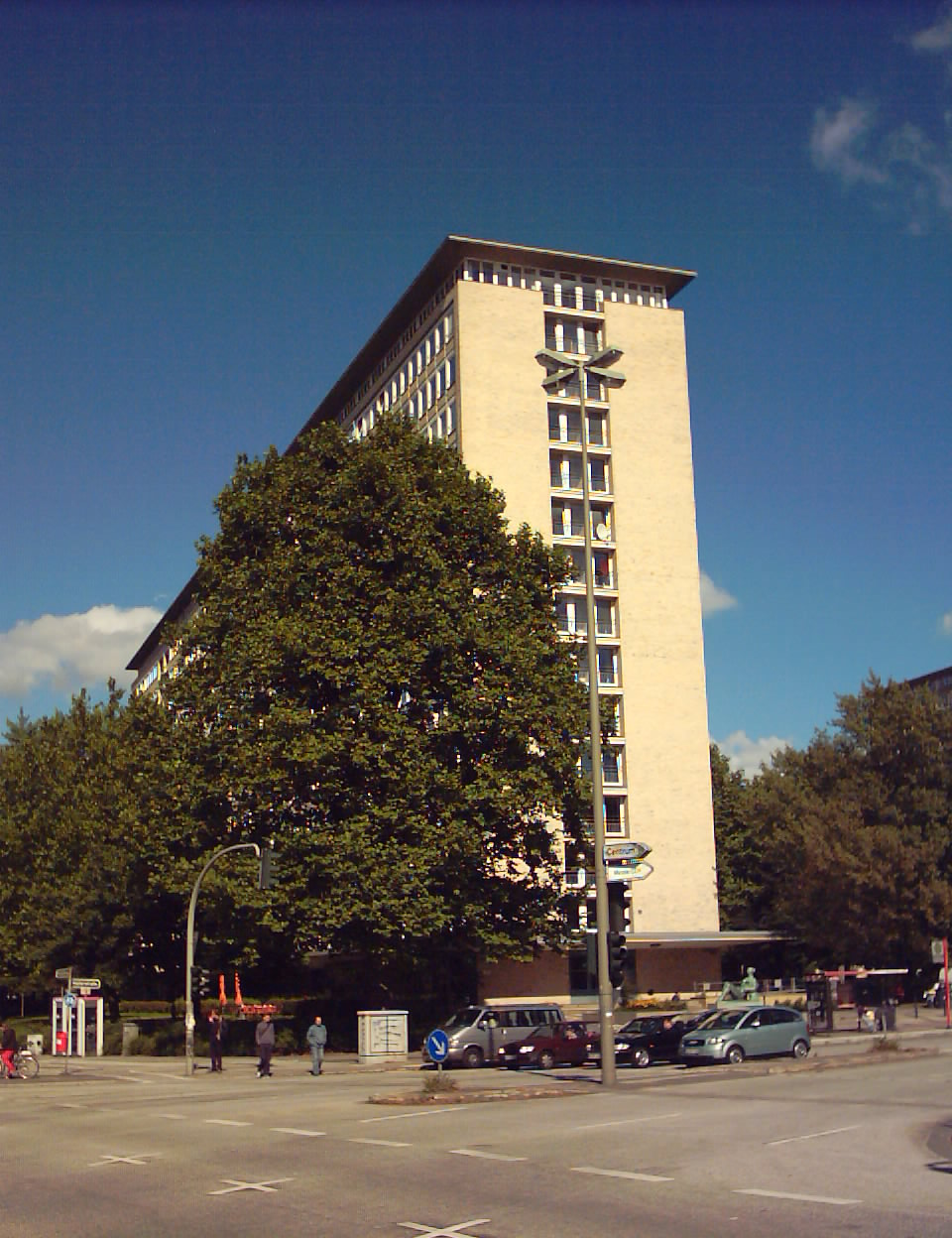
Grindelhochhäuser in Hamburg

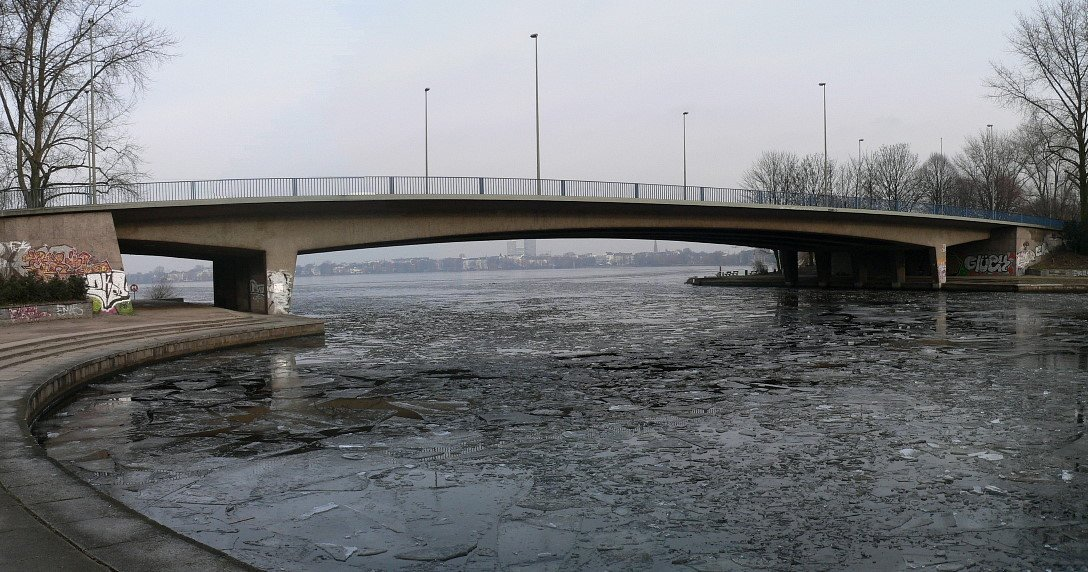
Kennedybrücke (Neue Lombardsbrücke) in Hamburg

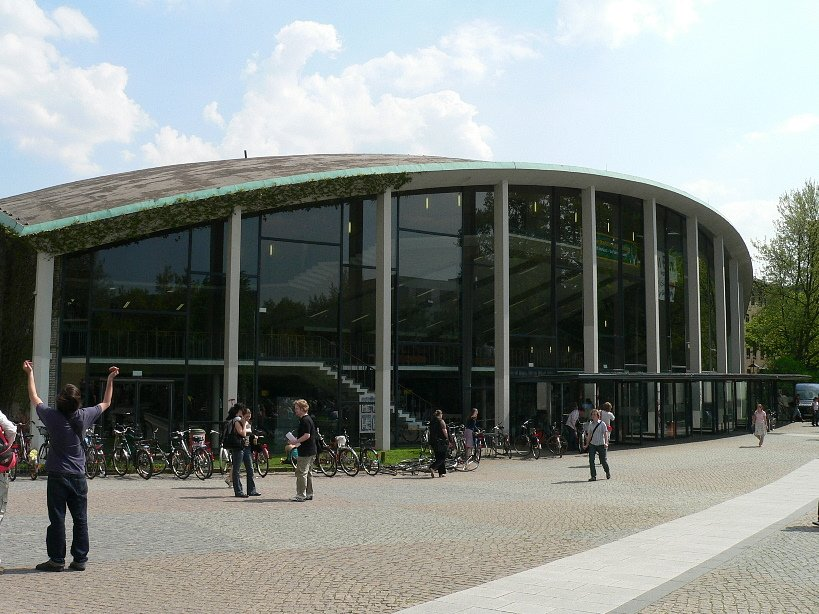
Audimax Hamburg

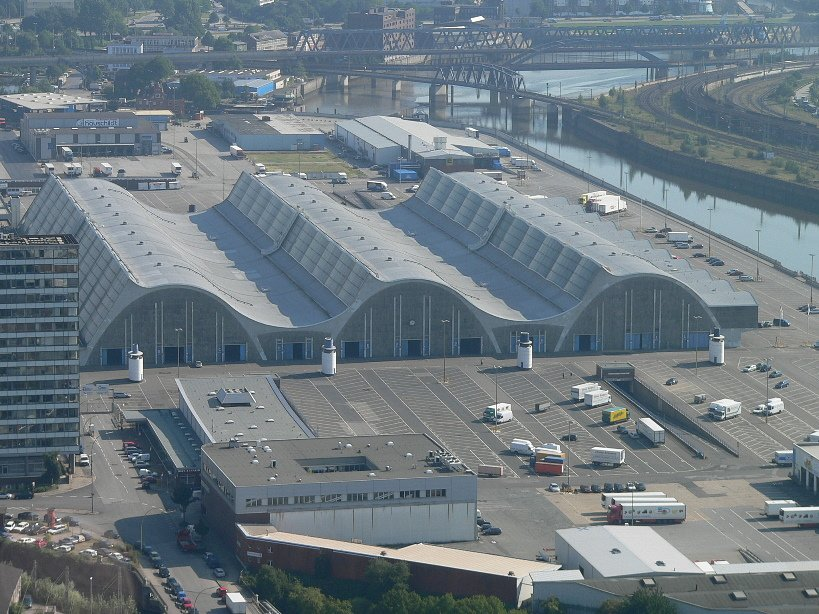
Großmarkthalle Hamburg

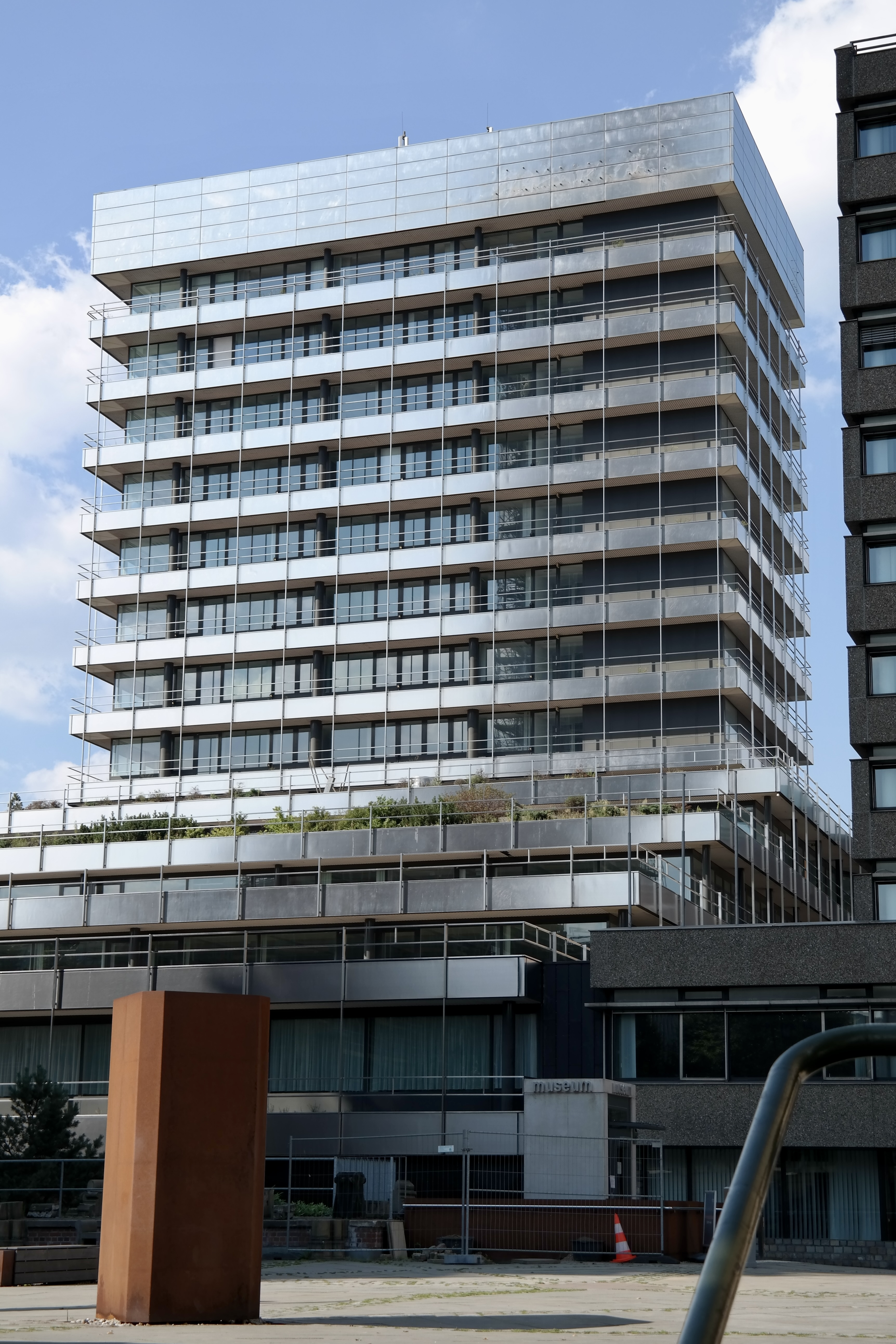
Allianz-Hochhaus Hamburg

Bernhard Hermkes (* 30. März 1903 in Simmern/Hunsrück; † 17. April 1995 in Hamburg) war ein deutscher Architekt und Stadtplaner.

## Leben
Hermkes studierte Architektur in München und Berlin. Nach einem Praktikum im Architekturbüro von Carl Bensel und Johann Kamps in Hamburg beendete er sein Studium in Stuttgart bei Paul Bonatz.
Eine erste Anstellung fand er im Stadtplanungsamt Frankfurt am Main im Projekt Neues Frankfurt. Im Jahre 1927 machte er sich selbständig und entwarf in der Folge zwei Wohnanlagen, durch die bezahlbarer Wohnraum für alleinstehende berufstätige Frauen geschaffen werden sollte. Trägerin dieser Projekte war die Siedlungsgenossenschaft berufstätiger Frauen, zu deren Gründerinnen auch seine spätere Frau, die Gewerbelehrerin Gertrud Meier (1901–1990), gehörte. Bei dem 1930/31 in diesem Kontext gebauten Ledigenheim in der Platenstraße (Lage), das heute unter Denkmalschutz steht, wendete er die durch Paul A. R. Frank und Anton Brenner propagierte Laubenganghausform an.
1929 wurde Hermkes für drei Jahre als Fachlehrer an die heutige HfG Offenbach berufen. Von 1933 bis 1936 arbeitete er als selbständiger Architekt in Frankfurt am Main. Ab 1935 fand er eine Anstellung bei Herbert Rimpl, der im Industriebau tätig war. Unter diesem war er an der Planung und Baudurchführung der Heinkel-Werke Oranienburg beteiligt. Später wechselte er in das Büro von Wilhelm Wichtendahl, für den er am Bau des Werks der Bayerischen Flugzeugwerke Regensburg mitarbeitete. Für Wichtendahl ging er als Bauleiter des MAN-Schiffsmotorenwerks nach Hamburg. 1944 wurde er zum Kriegsdienst eingezogen. Nach der Rückkehr aus amerikanischer Kriegsgefangenschaft eröffnete er 1945 in Hamburg ein eigenes Büro. Er arbeitete 1946 und 1947 im Hamburger Stadtplanungsausschuss mit, da er als politisch unbelastet galt. Im Rahmen des Wohnhausprojektes „Hamburg Project“ wirkte er an der Planung der Grindelhochhäuser mit und fungierte als Sprecher der Architektengruppe.
Seine Hamburger Projekte wurden durch den Fotografen Ernst Scheel dokumentiert.
1955 wurde er Professor für Baukonstruktion und Industriebau an der Technischen Universität Berlin. Sein Wettbewerbsentwurf für die Neugestaltung des Ernst-Reuter-Platzes in Berlin wird als wegweisend bezeichnet. Hier realisierte er das Osram-Haus und den Bau für die Architektur-Fakultät. Ein Schwerpunkt seiner Bauten lag aber weiterhin in Hamburg.
Seine Verwendung von Beton im Schalenbau und Falttragwerken gilt als wegweisend. 2013 wurde in Frankfurt-Kalbach-Riedberg die Bernhard-Hermkes-Straße nach ihm benannt.

## Werke
- Ledigenheime in Frankfurt am Main (Adickesallee, 1927–1930 und Platenstraße, 1930–1931)
- Motorenwerk Hamburg
- Grindelhochhäuser in Hamburg (1946–1956)
- Hermkes-Siedlung in Hamburg-Nienstedten (1950–1952)
- Kennedy-Brücke in Hamburg (1952–1953)
- Verwaltungsgebäude der SAGA, Hamburg-Altona (1952–1953)
- Philipsturm (abgerissen) und andere Bauten für die IGA 1953 in Hamburg Planten un Blomen
- Landesbank Kiel (1953–1954)
- Albert-Schweitzer-Gymnasium in Hamburg, Struckholt 27
- Vorwerk Hauptverwaltung in Wuppertal (1954–1965)
- Sieger im städtebaulichen Wettbewerb Ernst-Reuter-Platz, Berlin
- Verwaltungsgebäude von Osram am Ernst-Reuter-Platz in Berlin (1956–1957)
- Audimax der Universität Hamburg (1957–1959)
- Wohnsiedlung Fahrenort in Hamburg-Lurup (1957–1960, zusammen mit Gerhart Becker)
- Großmarkthalle Hamburg (1958–1960)
- Wohnsiedlung Veermoor in Lurup (1959–1967, zusammen mit Gerhart Becker)
- Kraftwerk Wedel (1961)
- Pflanzenschauhaus im alten botanischen Garten für die IGA 1963 in Hamburg
- Kindertagesheim der ev.-lt. Kirche in Lurup (1966, zusammen mit Gerhart Becker)
- Architektur-Fakultät der TU-Berlin am Ernst-Reuter-Platz (1966–1968)
- Siedlung Kleiberweg in Lurup (1967, zusammen mit Gerhart Becker)
- Verwaltung der Allianz Versicherung, Hamburg (1969–1971)